# Avice Landone
Avice Landone (n. 1 septembrie 1910, Quetta⁠(d), India Britanică, Pakistan – d. 12 iunie 1976, Londra, Anglia, Regatul Unit) a fost o actriță din Marea Britanie care a apărut în filme și emisiuni de televiziune.
S-a născut în 1910 în Quetta, India și a debutat în 1948 în filmul My Brother Jonathon. Între 1970 și 1972 a jucat rolul Margaret Brown în serialul de televiziune Man at the Top.
Ea a încetat să lucreze în 1972 și a murit în 1976.

## Filmografie
- My Brother Jonathon (1948)
- White Corridors (1951)
- The Franchise Affair (1951)
- Escape by Night (1953)
- Windfall (1955)
- An Alligator Named Daisy (1955)
- Reach for the Sky (1956)
- Eyewitness (1956)
- My Teenage Daughter (1956)
- True as a Turtle (1957)
- Carve Her Name With Pride (1958)
- The Wind Cannot Read (1958)
- A Cry from the Streets (1958)
- The 39 Steps (1959)
- Operation Cupid (1960)
- Five Golden Hours (1961)
- Gaolbreak (1962)
- This Is My Street (1964)
- Nothing But the Best (1964)
- The Leather Boys (1964)
- Two Gentlemen Sharing (1969)
- Blood on Satan's Claw (1971)
- The Adventures of Barry McKenzie (1972)